# Operace Out Distance
Skupina Out Distance byl krycí název zvláštní parašutistické operace připravené Ministerstvem národní obrany exilové československé vlády v Londýně. Byla to sedmá operace v první vlně výsadků v rámci zvláštní skupiny D při Ministerstvu národní obrany a první, která měla sabotážní úkol. Vysazena byla 28. března 1942 u obce Ořechov poblíž Telče.

## Členové operace
- Nadporučík Adolf Opálka – velitel operace
- Rotný Karel Čurda – pomocník velitele
- Desátník aspirant Ivan Kolařík

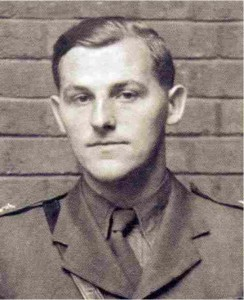
Adolf Opálka
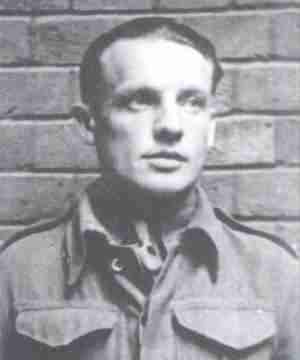
Karel Čurda
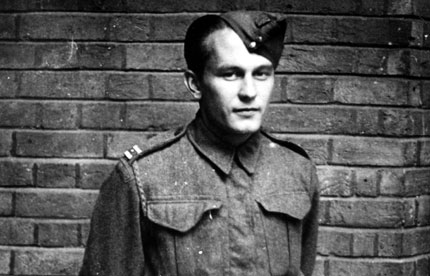
Ivan Kolařík

## Úkol operace
Úkolem operace byla sabotáž plynárny v Praze-Michli. Dalším úkolem bylo dopravení náhradní vysílačky typu Mark III a kódovacího klíče pro skupinu Silver A. Skupina měla po uskutečnění sabotáže dál působit v odboji, např. navádět spojenecká letadla na cíle za pomocí radiomajáku „Eureka“.

## Průběh operace

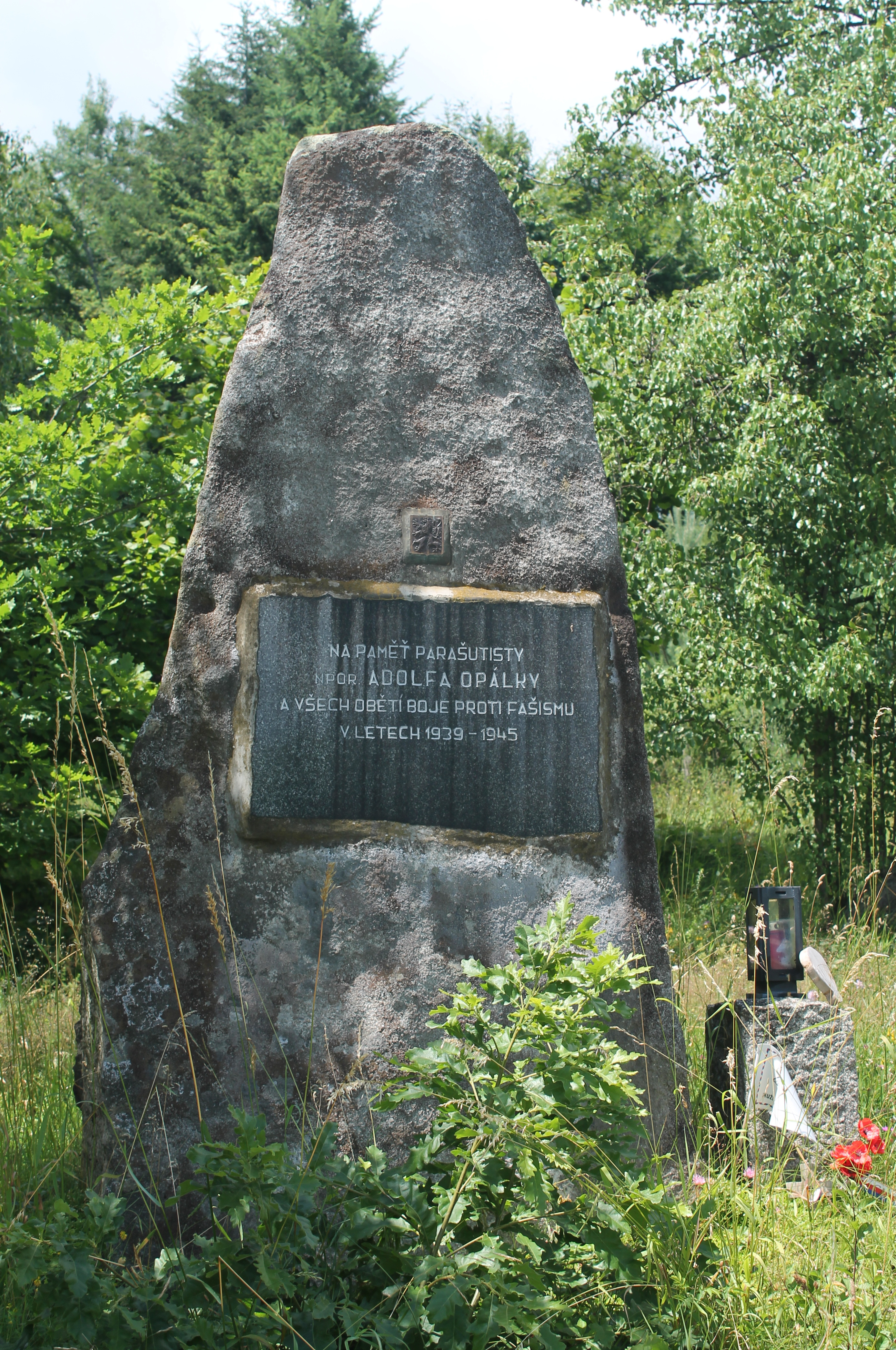
Pomník Adolfa Opálky v místě vysazení u Ořechova

Skupina byla přepravována společně se skupinou Zinc na palubě letounu Handley Page Halifax Mk.II (sér. č. L9618, trupový kód NF-W) 138. peruti RAF. Vinou navigační chyby polské posádky výsadkového letounu byla vysazena u obce Ořechov nedaleko města Telč, namísto 130 km vzdáleného plánovaného místa seskoku u obce Kopidlno u Jičína v Čechách.[zdroj⁠?!] Při seskoku si Opálka poranil nohu a Kolaříkovi vypadla při ukrývání padáku peněženka s doklady a s fotografií jeho dívky Milady Hrušákové s věnováním a její adresou. Parašutisté navíc nenašli shozený kontejner s materiálem, a tak velitel rozhodl o zakopání radiomajáku Eureka a rozpuštění skupiny. Ivan Kolařík zamířil do Valašského Meziříčí k příbuzným. Gestapu se téměř okamžitě dostaly do rukou Kolaříkovy doklady a začalo ho pronásledovat. Byl na něj vydán veřejný zatykač s fotografií. V bezvýchodné situaci a aby předešel pronásledování své rodiny, se Ivan Kolařík 1. dubna 1942 otrávil nedaleko města Vizovice.
Opálka s Čurdou se sešli v Praze v dubnu 1942. Společně se členy skupiny Silver A se zúčastnili nočního navádění letadel při bombardování plzeňské zbrojovky Škodovy závody. Akce se však nezdařila. Po návratu do Prahy byl Opálka jmenován velitelem všech parašutistů na území protektorátu. Podílel se také na přípravě atentátu na Heydricha. Po atentátu se ukryl s ostatními v kryptě pravoslavného kostela sv. Cyrila a Metoděje v Praze v Resslově ulici, kde se po hrdinném boji proti obrovské přesile zastřelil.
Karel Čurda odjel do Valašského Meziříčí zjistit osud Ivana Kolaříka, který měl u sebe i velkou část protektorátních peněz určených na akce. Za represálií rozpoutaných po atentátu se Čurda schovával u své matky nedaleko Třeboně. Po zprávách o vypálení obce Lidice zaslal 13. června 1942 anonymní udání na četnickou stanici, ve kterém vyjmenoval pachatele atentátu na Heydricha. Policie však na udání nereagovala, a tak se 16. června dobrovolně přihlásil na pražském gestapu v Petschkově paláci. Zde vyzradil vše, co věděl, a stal se konfidentem a provokatérem. Jeho zradou se gestapu podařilo zatknout nebo zlikvidovat mnoho parašutistů a jejich spolupracovníků v českém odboji. Po válce byl Čurda odsouzen k trestu smrti za zradu a 29. dubna 1947 popraven.

## Výsledek operace
Skupině se nepodařilo splnit žádný z úkolů. Od samého začátku ji pronásledovala také smůla. Dva její členové zemřeli a jeden se stal konfidentem nepřítele. Sebevražda Ivana Kolaříka nezachránila jeho rodinu ani jeho přítelkyni od represí německých okupantů, všichni byli popraveni.
Místo seskoku u Ořechova, za obcí směrem na obec Stranná, připomíná pomník s nápisem: NA PAMĚŤ PARAŠUTISTY NPOR. ADOLFA OPÁLKY A VŠECH OBĚTÍ BOJE PROTI FAŠISMU V LETECH 1939 - 1945.